# Heliotropium makranicum
Heliotropium makranicum är en strävbladig växtart som beskrevs av Karl Heinz Rechinger och Esfand. Heliotropium makranicum ingår i Heliotropsläktet som ingår i familjen strävbladiga växter. Inga underarter finns listade i Catalogue of Life.